# 扁果红山茶
扁果红山茶（学名：Camellia compressa）为山茶科山茶属的植物。分布于中国大陆的湖南等地，生长于海拔800米至1,000米的地区，多生在陡峭常绿林中，目前尚未由人工引种栽培。